# Chu Sảng
Chu Sảng (朱樉; 3 tháng 12, 1356 - 9 tháng 4, 1395), còn gọi là Tần Mẫn vương (秦愍王), là Đích tử thứ hai của Minh Thái Tổ Chu Nguyên Chương, người sáng lập triều Minh. Mẹ là Hiếu Từ Cao Hoàng hậu Mã thị.

## Thân thế
Mẹ của Hoàng tử Chu Sảng, nhiều sách cho rằng ông chỉ là con nuôi của Mã Hoàng hậu, mẹ ruột của ông là một phi tần khác của Thái Tổ nhưng lại bị giết. Tuy nhiên đó chỉ là truyền thuyết, chưa ai chứng minh được chuyện này. Một thuyết cho rằng Chu Sảng là con của Lý Thục phi (李淑妃), và là anh em cùng mẹ của Chu Tiêu và Chu Cương.

## Cuộc đời
Sau khi thống nhất Trung Hoa, Chu Nguyên Chương lên ngôi Hoàng đế, lấy hiệu Thái Tổ, lập ra nhà Minh. Tháng 5 năm 1370, Chu Sảng được vua cha phong làm Tần vương (秦王). Tháng 10 năm 1371, Chu Sảng cưới Vương thị (王氏), em gái của Khoách Khuếch Thiếp Mộc Nhi - tướng lĩnh cuối đời nhà Nguyên, lập làm Tần vương Chính phi. Ngoài ra, ông còn có một người vợ khác là Đặng thị (鄧氏), lấy vào năm 1375.
Tới tuổi trưởng thành, vào tháng 4 - 1378, Chu Sảng được Thái Tổ cấp đất Tây An để làm phủ đệ, nay là thủ phủ của tỉnh Thiểm Tây, được ban cho 3 đạo quân và một số quan cố vấn dày dạn kinh nghiệm, uy quyền của Tần vương ngày càng lớn mạnh. Chu Sảng cùng với những người anh em khác theo lệnh Thái Tổ đưa quân đội đi trấn giữ và dẹp loạn ở vùng biên giới phía bắc.
Vào đầu năm 1395, Tần vương Chu Sảng cho dẫn một đoàn quân đi đánh người Tây Tạng đang làm loạn ở vùng biên cương, thu nạp được rất nhiều hàng quân. Sau khi trở về, ông lâm bệnh mà mất trong cùng năm đó. Chính phi Vương thị bị buộc phải tuẫn táng theo chồng. Đặng thị trước đó do có mâu thuẫn cãi nhau với chồng nên đã bị Thái Tổ bức tử bằng cách treo cổ.
Chu Nguyên Chương chưa hết đau buồn sau cái chết của đích trưởng tử thì lại phải chịu nỗi đau mất thêm một đích tử nữa, than vãn khôn nguôi. Chu Sảng mất sau Ý Văn Thái tử Chu Tiêu, anh ruột của ông 3 năm, được ban thuỵ là Mẫn (愍), thuỵ hiệu đầy đủ là Tần Mẫn vương (秦愍王), táng tại Hồng Cố Nguyên (鸿固原), Tây An.

## Gia thất

### Thê thiếp
- Vương thị (王氏), được phong Tần vương Chính phi, em gái của Khoách Khuếch Thiếp Mộc Nhi (Tên Hán: Vương Bảo Bảo), tướng lĩnh cuối đời nhà Nguyên, trụ cột của triều đình Bắc Nguyên.
- Đặng thị (鄧氏), con gái của tướng quân Đặng Dũ (鄧愈), bị Thái Tổ ép chết.
- Trương thị (張氏)

### Hậu duệ

#### Con trai
1. Chu Thượng Bính (朱尚炳; 25 tháng 11, 1380 - 21 tháng 4, 1412), Tần Ẩn vương (秦隱王), mẹ là Đặng thị, thừa tước của Chu Sảng. Vợ là Chính phi Lưu thị và Đường phu nhân, có 4 trai 3 gái.
2. Chu Thượng Liệt (朱尚烈; 29 tháng 9, 1384 - 22 tháng 2, 1417), Vĩnh Hưng Ý Giản vương (永興懿簡王), không rõ sinh mẫu. Vợ là Chính phi Cao thị và Mã phu nhân, có 2 trai.
3. Chu Thượng Dục (朱尚煜; 20 tháng 11, 1385 - 25 tháng 2, 1410), Bảo An Hoài Hy vương (保安懷僖王), không rõ sinh mẫu. Vợ là Chính phi Trần thị và Triệu phu nhân, có 1 trai.
4. Chu Thượng Chu (朱尚烐; 19 tháng 10, 1389 - 15 tháng 5, 1449), Hưng Bình Cung Tĩnh vương (興平恭靖王), mẹ là Trương thị. Vợ là Chính phi Sương thị, có 1 trai.
5. Chu Thượng Hồng (朱尚灴; 17 tháng 4, 1390 - 19 tháng 9, 1420), Vĩnh Thọ Hoài Giản vương (永壽懷簡王), không rõ sinh mẫu. Vợ là Chính phi Ngô thị, có 3 trai.
6. Chu Thượng Khai (朱尚炌; 4 tháng 12, 1394 - ?), An Định vương (安定王), không rõ sinh mẫu. Bị phế làm dân thường, không rõ sau đó.

#### Con gái
1. Bồ Thành Quận chúa (蒲城郡主), gả cho Ngô Luân (吴伦), Ngô Luân xuất thân quý tộc, con trai Kiềm Quốc công Ngô Phục (吴复).
2. Trường An Quận chúa (長安郡主), gả cho Như Giám (茹监), Như Giám xuất thân quý tộc, con trai Trung Thành bá Như Thường (茹瑺).

## Tần vương thế hệ biểu
| Phong hào                | Họ tên                                | Quan hệ                              | Tại vị      | Ghi chú |
| ------------------------ | ------------------------------------- | ------------------------------------ | ----------- | --- |
| Tần Mẫn vương (秦愍王)   | Chu Sảng (朱樉)                       | Con trai thứ hai của Minh Thái Tổ    | 1370 - 1395 | Năm Hồng Vũ thứ 3 phong, năm thứ 11 liền phiên An Tây phủ, năm thứ 28 hoăng. |
| Tần Ẩn vương (秦隐王)    | Chu Thượng Bính (朱尚炳; 1380 - 1412) | Con trai trưởng của Chu Sảng         | 1395 - 1412 | Năm Hồng Vũ thứ 28 tập phong, năm Vĩnh Lạc thứ 10 hoăng. |
| Tần Hi vương (秦僖王)    | Chu Chí Hằng (朱志堩; 1404 - 1424)    | Con trai thứ hai của Chu Thượng Bính | 1412 - 1424 | Năm Vĩnh Lạc thứ 10 tập phong, năm thứ 22 chưa đại hôn thì mất. |
| Tần Hoài vương (秦怀王)  | Chu Chí Quân (朱志均; 1403 - 1426)    | Con trai trưởng của Chu Thượng Bính  | 1424 - 1426 | Năm Vĩnh Lạc nguyên niên phong Vị Nam vương (渭南王), năm thứ 22 tiến phong, năm Tuyên Đức nguyên niên chưa đại hôn thì mất.                                                    |
| Tần Khang vương (秦康王) | Chu Chí 𡐤 (朱志𡐤; 1404 - 1455)      | Con trai thứ ba của Chu Thượng Bính  | 1428 - 1455 | Năm Vĩnh Lạc thứ 20 phong Phú Bình vương (富平王), năm Tuyên Đức thứ 3 tiến phong, năm Cảnh Thái thứ 6 hoăng.                                                                   |
| Tần Huệ vương (秦惠王)   | Chu Công Tích (朱公锡; 1437 - 1486)   | Con trai trưởng của Chu Chí 𡐤       | 1458 - 1486 | Năm Thiên Thuận thứ 2 tập phong, năm Thành Hóa thứ 22 hoăng. |
| Tần Giản vương (秦简王)  | Chu Thành Vịnh (朱诚泳; 1458 - 1498)  | Con trai trưởng của Chu Công Tích    | 1488 - 1498 | Năm Thành Hóa thứ 4 phong Trấn An vương (镇安王), năm Hoằng Trị nguyên niên tập phong Tần vương (秦王), năm thứ 11 hoăng. Không con.                                            |
| Tần An vương (秦安王)    | Chu Công Minh (朱公铭; 1431 - 1474)   | Con trai thứ ba của Chu Chí 𡐤       | Truy phong  | Năm Chính Thống thứ 7 phong, năm Thành Hóa thứ 10 hoăng, năm Hoằng Trị thứ 13 lấy cháu trai tập phong Tần vương (秦王), truy phong An vương (安王).                             |
| Tần Trang vương (秦庄王) | Chu Thành Xán (朱诚澯; 1453 - 1493)   | Con trai trưởng của Chu Công Minh    | Truy phong  | Năm Thành Hóa thứ 13 tập phong, năm Hoằng Trị thứ 5 hoăng, năm thứ 13 lấy con trai tập phong Tần vương (秦王), truy phong Trang vương (庄王).                                   |
| Tần Chiêu vương (秦昭王) | Chu Bỉnh Song (朱秉欆; 1480 - 1501)   | Con trai trưởng của Chu Thành Xán    | 1500 - 1501 | Năm Hoằng Trị thứ 8 phong Lâm Đồng vương (临潼王), năm thứ 13 tập phong Tần vương (秦王), năm thứ 14 hoăng.                                                                     |
| Tần Định vương (秦定王)  | Chu Duy Trác (朱惟焯; 1499 - 1544)    | Con trai trưởng của Chu Bỉnh Song    | 1509 - 1544 | Năm Chính Đức thứ 4 tập phong, năm Gia Tĩnh thứ 23 hoăng. Không con. |
| Tần Cung vương (秦恭王)  | Chu Thành Nhuận (朱诚润; 1440 - ?)    | Con trai thứ hai của Chu Công Minh   | Truy phong  | Sơ phong Trấn quốc Tướng quân (镇国将军), năm Gia Tĩnh thứ 27 lấy tằng tôn tập phong Tần vương (秦王), truy thụy Cung vương (恭王).                                             |
| Tần Thuận vương (秦顺王) | Chu Bỉnh Phu (朱秉柎; ?- ?)           | Con trai trưởng của Chu Thành Nhuận  | Truy phong  | Sơ phong Phụ quốc Tướng quân (辅国将军), năm Gia Tĩnh thứ 27 lấy cháu trai tập phong Tần vương (秦王), truy thụy Thuận vương (顺王).                                            |
| Tần Đoan vương (秦端王)  | Chu Duy Liêm (朱惟燫; ? - 1540)       | Con trai của Chu Bỉnh Phu            | Truy phong  | Sơ phong Phụng quốc Tướng quân (奉国将军), năm Gia Tĩnh thứ 27 lấy con trai tập phong Tần vương (秦王), truy thụy Đoan vương (端王).                                            |
| Tần Tuyên vương (秦宣王) | Chu Hoài Quyền (朱懷埢; 1524 - 1566)  | Con trai của Chu Duy Liêm            | 1548 - 1566 | Sơ phong Trấn quốc Trung úy (镇国中尉), năm Gia Tĩnh thứ 27 tập phong Tần vương (秦王), năm thứ 45 hoăng.                                                                       |
| Tần Tĩnh vương (秦靖王)  | Chu Kính Dung (朱敬镕; 1541 - 1576)   | Con trai trưởng của Chu Hoài Quyền   | 1569 - 1576 | Năm Gia Tĩnh thứ 29 phong Long Đức vương (隆德王), năm Long Khánh thứ 3 tập phong, năm Vạn Lịch thứ 4 hoăng.                                                                    |
| Tần Kính vương (秦敬王)  | Chu Nghị Han (朱谊澏; ? - 1586)       | Con trai trưởng của Chu Kính Dung    | 1581 - 1586 | Năm Vạn Lịch thứ 3 phong Thế tử (世子), năm thứ 9 tập phong, năm thứ 14 hoăng. Không con.                                                                                       |
| Tần Túc vương (秦肃王)   | Chu Nghị Hoán (朱谊漶; ? - 1639)      | Con trai thứ ba của Chu Kính Dung    | 1587 - 1637 | Năm Vạn Lịch thứ 13 phong Phụng quốc Trung úy (奉国中尉), năm thứ 14 gia phong Tử Dương vương (紫阳王), năm thứ 15 tập phong, năm Sùng Trinh thứ 10 hoăng.                      |
| Tần Cảnh vương (秦景王)  | Chu Tồn Cơ (朱存机; 1595 - 1641)      | Con trai thứ hai của Chu Nghị Hoán   | 1639 - 1641 | Năm Thiên Khải thứ 6 phong Phụng quốc Trung úy (奉国中尉), sau phong Quận vương (郡王), năm Sùng Trinh thứ 2 phong Tần Thế tử (秦世子), năm thứ 10 tập phong, năm thứ 14 hoăng. |
| Tần vương (秦王)         | Chu Tồn Cực (朱存極; ? - 1646)        | Con trai thứ ba của Chu Nghị Hoán    | 1641 - 1643 | Năm Thiên Khải thứ 6 phong Phụng quốc Trung úy (奉国中尉), sau phong Quận vương, năm Sùng Trinh thứ 14 tập phong.                                                               |